# Opération Hadès
Opération Hadès (Covert One: The Hades Factor) est une mini-série américaine totalisant 158 minutes adaptée du roman homonyme de Robert Ludlum, réalisée par Mick Jackson et diffusée en deux parties les 9 avril et 16 avril 2006 sur le réseau CBS.
Tournée à Toronto et à Berlin, la mini-série est vaguement adaptée du roman et a pris quelques libertés avec ce dernier. Un roman écrit par Gayle Lynds en 2000 dans le cadre de la série Covert-Une créée par Robert Ludlum. 

## Synopsis
Un militaire s'écroule chez lui, ainsi qu'une serveuse dans un restaurant et un prisonnier dans une prison à Cuba. Les trois présentent les mêmes symptômes : fièvre et vomissement de sang avant de plonger dans le coma menant à la mort. Le professeur Jonathan Smith va découvrir que ce virus est nommé Hadès, une souche très agressive du virus d'Ebola. Il va également découvrir qu'il s'agit d'une attaque bio-terrorisme ; en effet, dans cette œuvre de fiction, le virus a été créé par le gouvernement américain et récupéré par le réseau Al-Qaïda...

## Distribution
- Stephen Dorff : John Smith
- Mira Sorvino : Rachel Russell
- Blair Underwood : Palmer Addison
- Sophia Myles : Sophia Russell
- Danny Huston : Fred Klein
- Colm Meaney : Peter Howell
- Josh Hopkins : Bill Griffin
- Jeffrey DeMunn : Mercer Haldane
- Anjelica Huston : President Castilla
- Rosemary Dunsmore : Nancy Langford
- Joris Jarsky : Tom Fancher
- Conrad Dunn : Ghalib Hassan
- Sergio Di Zio : Marty Zellerbach
- Karen Glave : Lt. Crowthers